# Campionati italiani di sci alpino 1970
I Campionati italiani di sci alpino 1970 si svolsero a San Martino di Castrozza dal 5 al 9 marzo; furono assegnati i titoli di discesa libera, slalom gigante, slalom speciale e combinata, sia maschili sia femminili.

## Risultati

### Uomini

#### Discesa libera
| Pos. | Atleta              | Nazione | Tempo   |
| ---- | ------------------- | ------- | ------- |
| 1    | Stefano Anzi        | Italia  | 1:48,96 |
| 2    | Gustav Thöni        | Italia  | 1:51,05 |
| 3    | Gerhard Mussner     | Italia  | 1:51,08 |
| 4    | Renzo Zandegiacomo  | Italia  | 1:51,24 |
| 5    | Michele Stefani     | Italia  | 1:51,25 |
| 6    | Giuseppe Compagnoni | Italia  | 1:51,56 |
| 7    | Ilario Pegorari     | Italia  | 1:51,57 |
| 8    | Giuseppe Meynet     | Italia  | 1:52,64 |

Data: 8 marzo

#### Slalom gigante
| Pos. | Atleta              | Nazione | Tempo   |
| ---- | ------------------- | ------- | ------- |
| 1    | Sergio Filippa      | Italia  | 2:52,60 |
| 2    | Gustav Thöni        | Italia  | 2:53,23 |
| 3    | Giuseppe Compagnoni | Italia  | 2:53,37 |
| 4    | Helmuth Schmalzl    | Italia  | 2:53,79 |
| 5    | Eberhard Schmalzl   | Italia  | 2:54,28 |
| 6    | Stefano Anzi        | Italia  | 2:54,63 |

Data: 5 marzo

#### Slalom speciale
| Pos. | Atleta               | Nazione | Tempo   |
| ---- | -------------------- | ------- | ------- |
| 1    | Giuseppe Compagnoni  | Italia  | 1:42,53 |
| 2    | Gustav Thöni         | Italia  | 1:42,73 |
| 3    | Giulio Corradi       | Italia  | 1:43,46 |
| 4    | Roland Thöni         | Italia  | 1:43,78 |
| 5    | Pier Lorenzo Clataud | Italia  | 1:43,86 |
| 6    | Tino Pietrogiovanna  | Italia  | 1:44,34 |
| 7    | Franco Bertod        | Italia  | 1:45,17 |
| 8    | Michele Stefani      | Italia  | 1:45,54 |
| 9    | Gabriele Colò        | Italia  | 1:45,55 |
| 10   | Ilario Pegorari      | Italia  | 1:45,68 |

Data: 9 marzo

#### Combinata
| Pos. | Atleta              | Nazione |
| ---- | ------------------- | ------- |
| 1    | Gustav Thöni        | Italia  |
| 2    | Giuseppe Compagnoni | Italia  |
| 3    | Michele Stefani     | Italia  |

Data: 5-9 marzo

Classifica stilata attraverso i piazzamenti ottenuti
in discesa libera, slalom gigante e slalom speciale

### Donne

#### Discesa libera
| Pos. | Atleta          | Nazione |
| ---- | --------------- | ------- |
| 1    | Elena Matous    | Italia  |
| 2    | Evi Pitscheider | Italia  |
| 3    | Ulli Leitner    | Italia  |

Data: 8 marzo

#### Slalom gigante
| Pos. | Atleta          | Nazione |
| ---- | --------------- | ------- |
| 1    | Elena Matous    | Italia  |
| 2    | Evi Pitscheider | Italia  |
| 3    | Magda Rossi     | Italia  |

Data: 5 marzo

Pista: Monte Fana

#### Slalom speciale
| Pos. | Atleta                | Nazione |
| ---- | --------------------- | ------- |
| 1    | Lidia Pellissier      | Italia  |
| 2    | Maria Roberta Schranz | Italia  |
| 3    | Evi Pitscheider       | Italia  |

Data: 9 marzo

#### Combinata
| Pos. | Atleta          | Nazione |
| ---- | --------------- | ------- |
| 1    | Elena Matous    | Italia  |
| 2    | Evi Pitscheider | Italia  |
| 3    | Magda Rossi     | Italia  |

Data: 5-9 marzo

Classifica stilata attraverso i piazzamenti ottenuti
in discesa libera, slalom gigante e slalom speciale